# Ia (namn)
Ia är en kortform av kvinnonamn som Maria, Katarina, Anita, Inga m.fl. Det kan också vara en kortform av det grekiska 'ianthe' som betyder viol.
Den 31 december 2014 fanns det totalt 581 kvinnor folkbokförda i Sverige med namnet Ia, varav 383 bar det som tilltalsnamn.
Namnsdag: saknas